# Francis Méano
Francis Méano (Miramas, 22 maggio 1931 – Witry-lès-Reims, 26 giugno 1953) è stato un calciatore francese, di ruolo attaccante.

## Biografia
Morì in un incidente stradale che coinvolse anche sua moglie Josiane, suo padre Lucien, Antonio Abenoza (portiere del Troyes e suo ex compagno di squadra allo Stade Reims) ed altre due persone.

## Palmarès

### Club

#### Competizioni nazionali
- Coppa di Francia: 1

Stade Reims: 1949-1950